# Tom Gaglardi
R. Thomas "Tom" Gaglardi, född 1968, är en kanadensisk företagsledare som är både president och vd för familjeföretaget Northland Properties Corporation som har verksamheter inom fastigheter, hotellkedjor, barer och restauranger och sport. Han äger, via Northland, ishockeylagen Dallas Stars i National Hockey League (NHL), Texas Stars i American Hockey League (AHL) och Kamloops Blazers i Western Hockey League (WHL).
Hans personliga förmögenhet är inte känd men hans släkt uppges vara värd mellan US$1,4-2 miljarder.